# Golovatchia magda
Golovatchia magda är en mångfotingart som beskrevs av Shear 1992. Golovatchia magda ingår i släktet Golovatchia och familjen Golovatchiidae. Inga underarter finns listade i Catalogue of Life.